# Sesquialtera
Sesquialtera är en orgelstämma av typen icke repeterande blandstämma och principalstämma. Stämman tillhör kategorin labialstämmor. Stämman består av två principalmensurerade kor: kvint 2 2⁄3´och ters 1 3⁄5. Tersen kan ibland vara 4⁄5´ i stora oktaven.